# Oblężenie Kutnej Hory (1304 i 1307)
Oblężenie Kutnej Hory w 1304 i 1307 roku – dwie próby zdobycia miasta Kutná Hora w Czechach przez wojska Albrechta I Habsburskiego. Miasto znajdowała się pod kontrolą czeskiej, królewskiej załogi dowodzonej przez Jindřicha z Lipé i Jana z Vartenberka. Pierwsze oblężenie miało miejsce jesienią 1304 roku, a drugie trwało od lata do końca września 1307 w ramach dążeń Habsburgów do przejęcia czeskiego tronu. Pomimo wielokrotnej przewagi liczebnej atakujących, żadne z oblężeń nie zakończyło się sukcesem. Miasta nie udało się zdobyć, a wojska inwazyjne ostatecznie wycofały się na swoje macierzyste terytorium.
Pierwsza próba oblężenia przeszła do historii jako pierwsze udokumentowane użycie broni chemicznej na ziemiach czeskich. Miejscowi górnicy zatruli rzekę Vrchlicę, stanowiącą źródło wody dla wojsk cesarskich.

## Historia
Pozycja Wacława III (węg. Władysław V) na węgierskim tronie była niepewna już od jego wyboru w 1301 roku. Zdecydowanie przeciwko niemu występował przede wszystkim Karol I Robert z Andegawenów, który rozpoczął przeciw niemu działania zbrojne. Polityczną słabość węgierskiego króla oraz słabnącą pozycję jego ojca, króla Czech Wacława II, który był już ciężko chory na gruźlicę, zamierzał wykorzystać Albrecht I Habsburg. Ród Habsburgów od dawna dążył do przejęcia zarówno czeskiego, jak i węgierskiego tronu. Po tym, jak przeciwko Wacławowi III uformowała się koalicja Andegawenów, nowego papieża Benedykta XI oraz Habsburgów, reprezentowanych przede wszystkim przez Albrechta Habsburskiego, Wacław II, mimo że już ciężko chory, wiosną 1304 roku wyruszył na czele wojsk na Węgry, aby wesprzeć swojego syna.
Wojska przeszły przez tereny dzisiejszej zachodniej Słowacji i skierowały się w stronę Ostrzyhomia, który został splądrowany. Obaj Przemyślidzi spotkali się w czerwcu na polu Rákuš przed Budą. Pokonanie zwolenników Andegawenów nie powiodło się, a Karol Robert nadal unikał bezpośredniego starcia Tymczasem wojska austriackiego księcia Rudolfa Habsburga oraz byłego sojusznika Przemyślidów, Mateusza Czaka z Trenczyna, który kontrolował rozległe tereny, głównie w dolinie rzeki Wag na Górnych Węgrzech, wkroczyły na południowe Morawy. Wacław II musiał więc natychmiast powrócić z armią do Czech i opuścił Węgry. Zabrał ze sobą również Wacława III, ponieważ nie mógł pozostawić go na Węgrzech bez wsparcia wojskowego. Zarząd nad krajem powierzył wiernemu zwolennikowi Przemyślidów na Węgrzech, Ivanowi Kyseckiemu. Podczas powrotu czeskie wojsko stoczyło latem 1304 roku bitwę pod Senicą z oddziałami Czaka.

## Oblężenie
O starciu obu wojsk wspominają niektóre współczesne mu źródła, z których informacje o bitwie zostały później przejęte przez XIX-wiecznych historyków, takich jak František Palacký czy Karel Vladislav Zap.

### Pierwsza próba oblężenia
Wojska cesarskie, wspierane przez niemieckich i węgierskich sojuszników, wkroczyły do Królestwa Czeskiego z dwóch kierunków dopiero w październiku 1304 roku. Z Dolnej Austrii przez Morawy wyruszyli książę Rudolf Austriacki i Karol Robert na czele około 50 000 żołnierzy, w tym kilku tysięcy wojowników z plemienia Kumanów. Z kolei z Bawarii, przez Ratyzbonę i Linz, na południe Czech dotarła armia cesarza Albrechta, w której skład wchodzili m.in. arcybiskup Salzburga, biskupi Freisingu, Ratyzbony, Pasawy, Augsburga, Spiry i Würzburga, obaj książęta bawarscy Otton III i Rudolf, kilku hrabiów oraz liczne rycerstwo, głównie ze Szwabii. Dokładna liczba jego wojowników nie jest jednak podana. W porozumieniu z nimi czeskie pozycje na Śląsku zaatakował Władysław I Łokietek, zdobywając kilka zamków. Obie grupy wojsk cesarskich połączyły się następnie w pobliżu Czeskich Budziejowic i ruszyły na północ, w kierunku środkowych Czech, dokonując intensywnego grabieży i pustoszenia kraju. Przez cały czas król rzymski dążył do stoczenia wielkiej, decydującej bitwy, jednak Wacław podzielił swoje wojska na mniejsze, bardziej mobilne oddziały, których zadaniem było osłabianie przeciwnika. Wojska cesarskie, operujące w nieprzyjaznym i słabo zaludnionym terenie, cierpiały na ciągły niedobór zaopatrzenia.
Celem kolejnego ataku miała stać się Kutná Hora wraz ze swoimi kopalniami srebra, które były kluczowe dla średniowiecznej gospodarki Czech. Albrecht postanowił więc zdobyć miasto i przejąć jego zapas srebra, a rzeka Vrchlice stanowiła dogodne źródło wody dla jego wojsk i koni. Miasto zostało uformowane dopiero za panowania Wacława II, czyli stosunkowo niedawno, i było bardzo ludne (liczyło kilka tysięcy mieszkańców). Jednocześnie brakowało mu solidnych murowanych fortyfikacji – było prowizorycznie ufortyfikowane głównie za pomocą rowów, drewnianych wież i palisad. Dowództwo nad miastem powierzono bliskim współpracownikom króla, Jindřichowi z Lipé i Janowi z Vartenberka. Po stronie czeskiego króla opowiedziała się również znaczna większość mieszkańców miasta, głównie pochodzenia niemieckiego. Dzięki temu dowódcy mogli liczyć na liczną miejską załogę, gotową do obrony Kutnej Hory. Wojska Albrechta dotarły pod Kutną Horę 18 października 1304 roku, otoczyły miasto ze wszystkich stron i splądrowały okoliczne tereny, w tym pobliski klasztor i kościół w Sedlcu.
Pomimo wielokrotnej przewagi liczebnej oraz prawdopodobnego użycia techniki oblężniczej, wojskom cesarskim nie udało się przełamać bram miasta. Wśród wojsk najeźdźców zaczęła masowo szerzyć się czerwonka, wywołana zatruciem potoku przepływającego przez miasto. Źródła podają, że kutnohorscy górnicy celowo zatruli wodę nieczystościami, obornikiem lub żużlem powstającym przy obróbce srebra, co doprowadziło do masowego zachorowania wojsk najeźdźców. Z powodu zatrucia wody miało zginąć nawet kilka tysięcy oblegających. Nad wojskami Albrechta zawisło dodatkowe niebezpieczeństwo: zbliżająca się zima, kurczące się zapasy żywności oraz doniesienia o czeskiej armii gromadzącej się w okolicach Nymburka. Siły te wspierali brandenburscy książęta Heřman i Otto zwany Ze Strzałą, a także brandenburscy margrabiowie i hrabia Ruprecht z Nassau. Skuteczne akcje zaczepne i dywersyjne przeprowadzali również lokalni możnowładcy, spośród których szczególnie wyróżniał się Dětoch z Hořepníka. Prawdopodobnie jeszcze przed nadejściem zimy wojska oblegające miasto rozpoczęły pośpieszny odwrót w kierunku Austrii, ścigane przez czeską armię oraz oddziały kutnohorskie dowodzone przez Jindřicha z Lipé i Jana z Vartenberka. Skuteczny pościg sprawił, że odwrót wojsk cesarskich, które pierwotnie maszerowały w stronę Kutnej Hory przez pięć tygodni, został skrócony do zaledwie ośmiu dni, co znacznie ograniczyło ich zdolność do dalszego prowadzenia kampanii.

### Druga próba oblężenia
Odwet Wacława II nie nastąpił, ponieważ zachorował na chorobę płuc (gruźlicę) i zmarł w 1305 roku. Po śmierci Wacława II doszło do porozumienia między Albrechtem a nowym czeskim królem Wacławem III. Jedynym terytorialnym zyskiem Albrechta było Chebsko, które powróciło do Rzeszy jako dawna zastawa, jednak pod warunkiem zachowania wszystkich majątków, które czescy królowie tam nabyli. Z kolei Albrecht potwierdził czeskim królom zwierzchność nad Polską. Gdy czeski król Wacław III został zamordowany w 1306 roku w Ołomuńcu po krótkim panowaniu, Albrecht ogłosił ziemie czeskie wygasłym lennem i przekazał je swojemu synowi, Rudolfowi III, ignorując prawo czeskiej szlachty do samodzielnego wyboru króla. Po szybkiej śmierci Rudolfa z powodu choroby podczas oblężenia Horažďovic w 1307 roku, Habsburgowie ponownie próbowali przejąć kontrolę nad ziemiami czeskimi, którymi wówczas władał Henryk Karyncki.
Rezultatem tych działań była kampania zbrojna w Czechach latem 1307 roku, podczas której wojska Albrechta najpierw obległy Kolín, a następnie ponownie Kutną Horę. Obroną górniczej osady ponownie dowodzili Jindřich z Lipé i Jan z Vartenberka, jednak tym razem nie mogli liczyć na wsparcie części kutnohorskich Niemców, którzy uznali zwierzchność Albrechta. Tym razem również wysiłki obrońców zakończyły się sukcesem. Istnieją zapisy wskazujące, że austriackie wojska użyły machiny wojennej zdolnej do miotania pocisków zapalających (prawdopodobnie była to katapulta). Jednak już pod koniec września tego roku wojska habsburskie były zmuszone ponownie wycofać się z Czech z powodu braku zaopatrzenia i paszy.

## Ocena bitwy
Dwukrotna obrona Kutnej Hory stanowiła znaczący czeski sukces militarny oraz potwierdzenie autorytetu czeskich królów, wspieranych przez rodzimą szlachtę. Na wiosnę 1308 roku Albrecht planował kolejną inwazję na Królestwo Czeskie, tym razem przy wsparciu części morawskiej szlachty. Jednak te plany zostały przerwane, gdy 1 maja 1308 roku Albrecht został zamordowany przez swojego bratanka, Jana (Parricidę). Polityczny chaos został częściowo zażegnany, gdy w 1310 roku Jan Luksemburski został wybrany na króla Czech, po tym jak poślubił Elżbietę Przemyślidkę.
Kutna Hora pomyślnie kontynuowała swój rozwój gospodarczy i architektoniczny. W 1318 roku została podniesiona do rangi miasta królewskiego i otrzymała różne przywileje, a następnie jej fortyfikacje zostały wzmocnione.